# Чернаводе

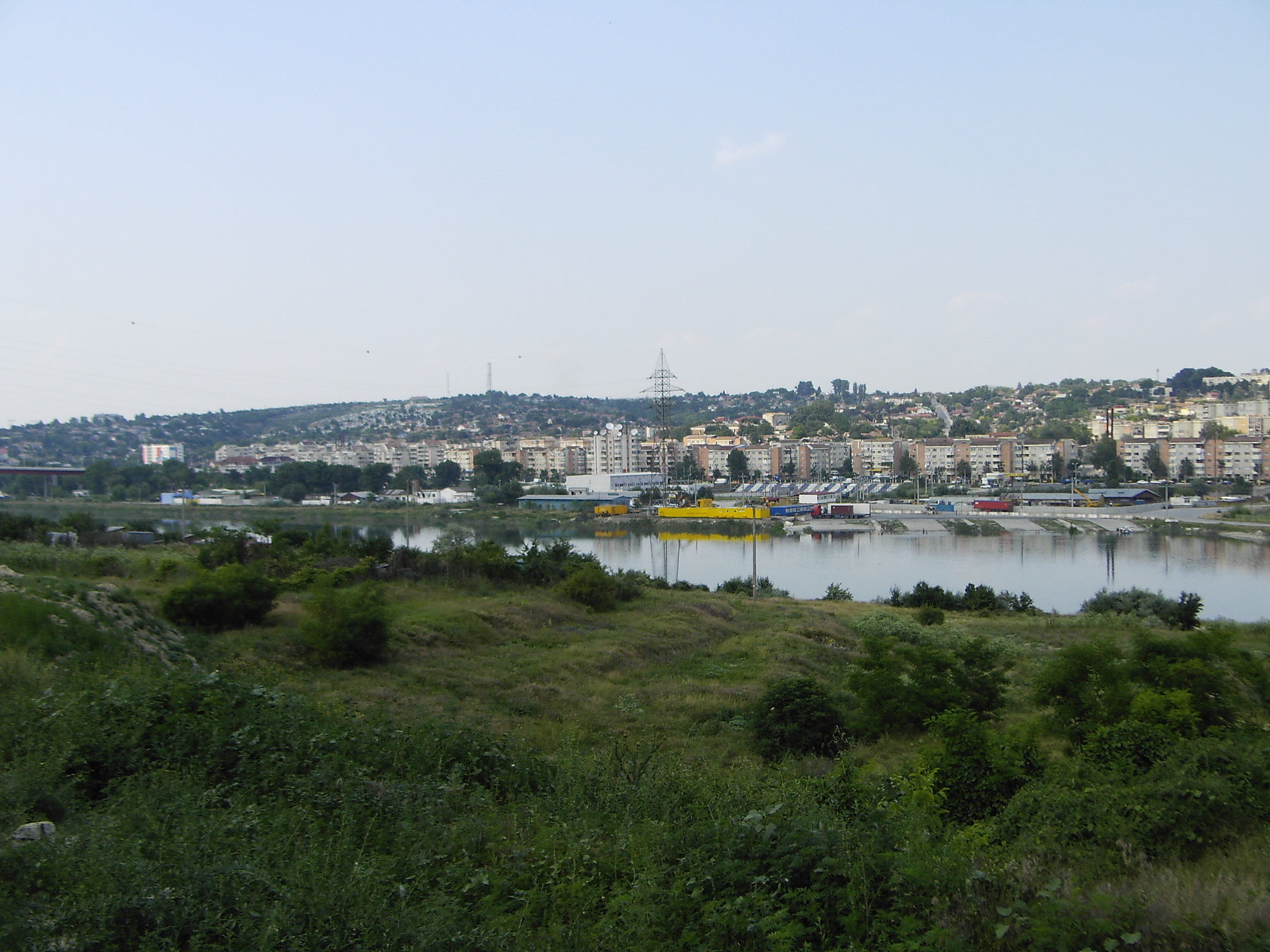
Чернаводе

Чернаво́де (Аксіополіс; рум. Cernavodă, тур. Boğazköy) — місто на південному сході Румунії, в жудці Констанца, порт на Дунаї. 20,5 тис. мешканців (2002).

## Назва
Назва походить від болгарського «чорна вода», що відноситься до долини і струмка, які турки називають «Карасу» — «чорна вода».

## Історія
У місті розкопане поселення культури Чернаводе — 4000-3200 рр. до н. е.. Греки заснували поселення Аксіополіс у 4 ст. до н. е., як пункт торгівлі з дакійцями.
1895 року у Чернаводе побудовано міст через Дунай.

## Господарство
Цементна промисловість, виробництво метизів, виноробство. Початковий пункт каналу Дунай—Чорне море. У місті розташована АЕС Чорнавода.